# Baasa
Baasa (em hebraico: בַּעְשָׁא, romaniz.: Baʿšāʾ; que significa "aquele que ouve Baal") foi o terceiro rei do reino de Israel; Foi o primeiro Rei da Dinastia III de Israel. Filho de Aías, da tribo de Issacar.
Usurpou o trono por matar seu predecessor, Nadabe, abatendo depois toda a casa de Jeroboão, conforme se havia profetizado. Baasa, porém, prosseguiu com a adoração do bezerro, de Jeroboão, e por isso também se lhe prometeu o extermínio da sua própria casa. Quando ele travou guerra contra o reino de Judá, Asa induziu o rei da Síria a hostilizar Baasa desde o norte. Asa arrasou então a cidade fortificada de Ramá, que Baasa estava construindo. Depois de governar desde cerca de 975 a.C. a 953 a.C., Baasa morreu e foi enterrado na sua capital, Tirza. Seu filho Elá tornou-se rei de Israel no 26° ano de Asa, rei de Judá, mas, no 27° ano de Asa, Zinri rebelou-se e exterminou a casa de Baasa, cumprindo o decreto de Deus.